# Prosqualodon
Prosqualodon — викопний рід китоподібних раннього та середнього міоцену з Аргентини, Австралії, Нової Зеландії та Венесуели.

## Опис

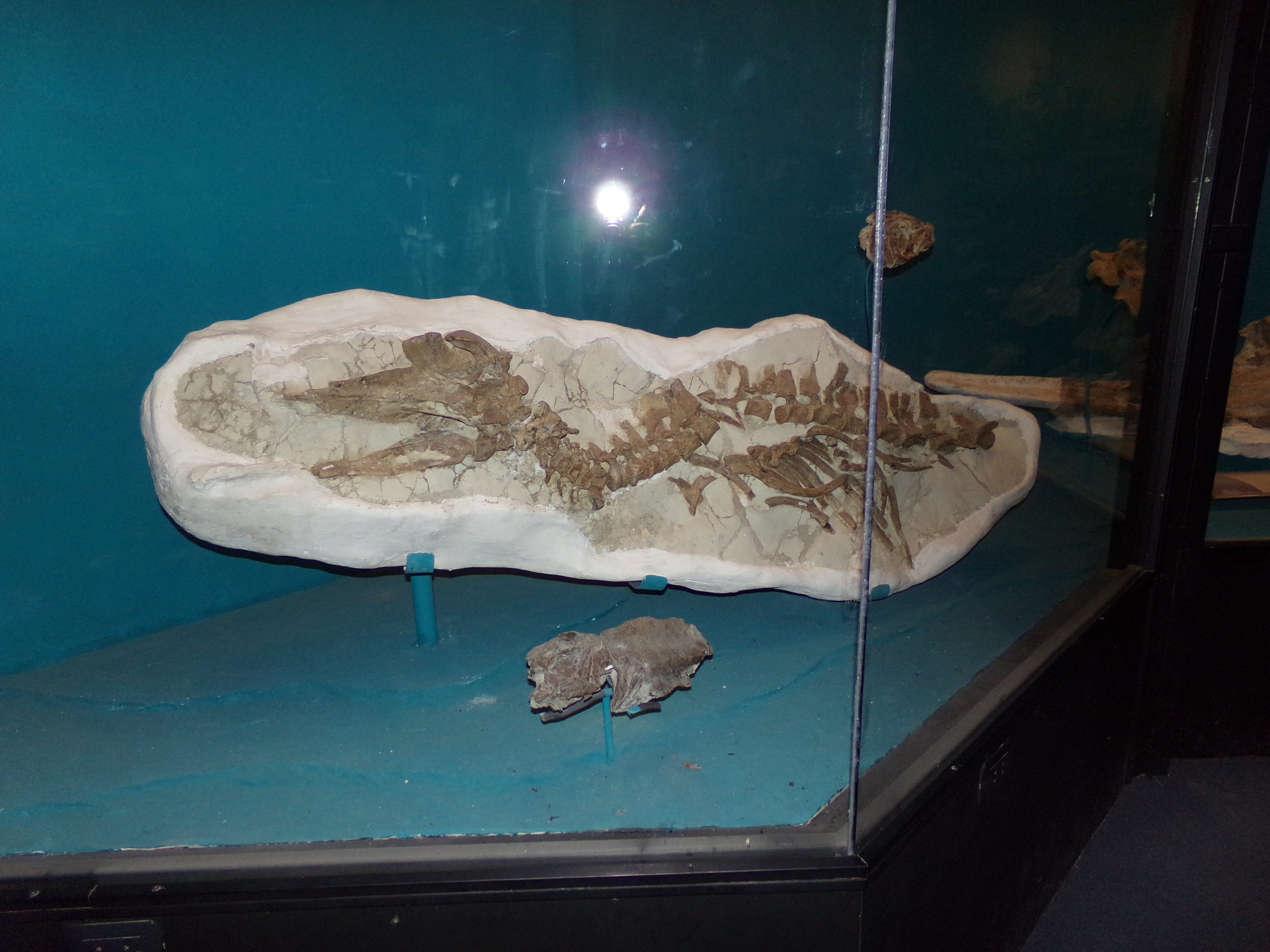
Скелет P. australis

Проскалодон мав спорідненість із сучасними зубатими китами й був схожий на них. Він був близько 2.3 метра в довжину і нагадував дельфіна. У нього були довгі щелепи зі зчепленими зубами, які виступали назовні, залишаючись видимими, коли щелепи були зімкнуті, як у гавіала.
У задній частині рота у нього були трикутні зуби, подібні до зубів попередніх китоподібних, але в більшості інших аспектів він був відносно розвинутим. Він мав форму тіла сучасних китів, з короткою шиєю і простою структурою щелепи, і, як сучасні китоподібні, він також мав отвір. Нюховий апарат був зменшений порівняно з попередніми формами, що свідчить про те, що він уже втратив значну частину свого нюху, імовірно, покладаючись на звук, щоб зловити свою жертву.